# Municipio de Fowler (Ohio)
El municipio de Fowler (en inglés: Fowler Township) es un municipio ubicado en el condado de Trumbull en el estado estadounidense de Ohio. En el año 2010 tenía una población de 2595 habitantes y una densidad poblacional de 39,27 personas por km².

## Geografía
El municipio de Fowler se encuentra ubicado en las coordenadas 41°18′38″N 80°39′48″O / 41.31056, -80.66333. Según la Oficina del Censo de los Estados Unidos, el municipio tiene una superficie total de 66.08 km², de la cual 66,08 km² corresponden a tierra firme y (0 %) 0 km² es agua.

## Demografía
Según el censo de 2010, había 2595 personas residiendo en el municipio de Fowler. La densidad de población era de 39,27 hab./km². De los 2595 habitantes, el municipio de Fowler estaba compuesto por el 98,54 % blancos, el 0,27 % eran afroamericanos, el 0,04 % eran amerindios, el 0,12 % eran asiáticos, el 0,08 % eran de otras razas y el 0,96 % eran de una mezcla de razas. Del total de la población el 0,58 % eran hispanos o latinos de cualquier raza.